# Venturi-Kondensatableiter

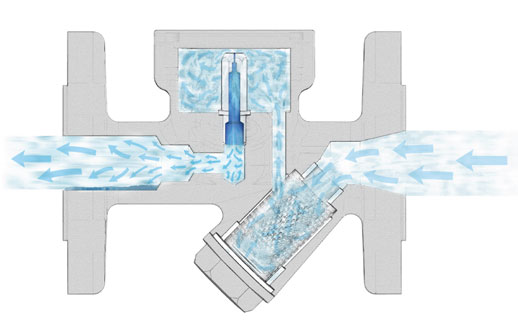
Im Unterschied zu anderen Kondensatableitertypen leiten Venturidüsen-Kondensatableiter kontinuierlich Kondensat ab.

Venturi-Kondensatableiter (auch Venturidüsen-Kondensatableiter) sind eine spezielle Form von Kondensatableitern. Grundlegende Unterschiede zu mechanischen Kondensatableitern bestehen darin, dass das Kondensat beim Venturidüsen-Ableiter kontinuierlich abgeleitet wird. Zudem gibt es keine physische Dichtung in dem Ableiter, da er nicht mit mechanischen Verschlussmechanismen ausgestattet ist.
Benannt ist der Kondensableiter nach dem italienischen Physiker Giovanni Battista Venturi, dem Entdecker des nach ihm benannten Venturi-Effekts.

## Funktion
Aus dampfführenden Systemen muss regelmäßig kondensierte Feuchte abgelassen werden. Damit dabei kein Dampf austritt, machen sich Venturi-Kondensatableiter den Venturi-Effekt zu Nutze. Sie arbeiten also unter Ausnutzung des Dichteunterschieds zwischen Dampf und Kondensat.
Weil Dampf eine tausendfach geringere Dichte als Kondensat hat, wird an der Öffnung der Düse des Kondensatableiters der Dampf niedriger Dichte aus dem Kondensat gepresst. Das sich langsamer bewegende Kondensat mit hoher Dichte wird durch die Düse abgeleitet. Der Dampf niedriger Dichte wird hinter der Düse abgefangen.
Wenn das Kondensat durch die Öffnung des Ventils strömt, verliert es Druck und damit Energie. Der durch die Entspannung entstehende Dampf erzeugt einen Gegendruck – dieser verhindert, dass Dampf durch die Venturidüse entweichen kann und Energie verloren geht. Der spezielle Venturidüsenaufbau nutzt also den Entspannungsdampf, der aus dem Kondensat entsteht. Je größer der Druckunterschied auf beiden Seiten des Kondensatableiters ist, desto mehr Dampf entsteht dabei in der Venturi-Öffnung. Der Leistungsbereich von Venturidüsen-Kondensatableitern wird sowohl durch die Größe der Öffnung als auch durch den in der Öffnung erzeugten Gegendruck beeinflusst. Weil sich die in der Venturi-Öffnung entstehende Dampfmenge entsprechend den Betriebsbedingungen ändert, reguliert sich der Fluss des Kondensats durch die Öffnung automatisch und passt sich so den jeweiligen Betriebsbedingungen an.